# 情热传说 the X
《熱情傳奇 the X》是一部日本动画作品。改编自万代南梦宫娱乐开发的两部游戏，《熱情傳奇》和《绯夜传奇》。由动画制作公司ufotable制作，外崎春雄主持制作过程。该作品人设由松岛晃刻画，插乐由樱庭统和椎名豪负责。此作品分两季播出：第一季从2016年7月3日开始播出到2016年9月25日结束；第二季从2017年1月8日开始播放，于2017年4月29日结束。

## 制作
ufotable于2015年宣布动畫化《熱情傳奇》。该作品原计划是《绯夜传奇》的动畫化，这也解释了为什么《绯夜传奇》和《熱情傳奇》画面差不太多。动画由外崎春雄指导ufotable的工作人员制作。松岛晃为动画改编了原来游戏的角色设计，而艺术总监是Minji Kim。插乐由櫻庭統和椎名豪完成。除了莱菈原来的声优松来未佑于2015年去世后被下屋则子取代之外，游戏中主要角色的声优都将重演他们的角色。 该系列最初宣布在2016年7月的某个时间播出。
动画第一季于2016年7月3日开始播放，2016年9月25日结束。第一季主题曲为FLOW乐队的《风之歌》，片尾曲为fhána乐队的“Calling”。第二季从2017年1月8日开始播放，主题曲是Minami的“illuminate”，片尾曲是FLOW乐队的“Innosense”。
此动画已获得乐趣动画和疯人娱乐版权许可。

### 制作人员
- 原作：萬代南夢宮娛樂
- 人物原案：豬股睦美、藤島康介、奥村大悟、岩本稔
- 監督/导演：外崎春雄
- 人物設計、總作畫監督：松島晃
- 美術監督：金玟芝
- 色彩設計：大前祐子
- 攝影監督：寺尾優一
- 3D監督：西脇一樹
- 編輯：神野學
- 音響監督、制作監製：近藤光
- 音樂：櫻庭統、椎名豪
- 監製：竹原智子、阿光近藤、矢富健一、河野洋平、富田幸一郎
- 動畫制作、劇本制作：ufotable[2]
- 企畫：大下聰、川城和實、近藤光、鵜之澤伸、井上俊次
- 主管：馬場英雄、長谷雄太
- 製作：萬代南夢宮娛樂、萬代影視、ufotable、Anime Consortium、Lantis

## 登场人物

### 《熱情傳奇》人物
史雷（Sorey，人物設定：藤島康介）
配音：木村良平（日本）；罗比·戴蒙德（美國）
本作的主角。由天族所扶養長大的人類少年，生活在與外界隔離的天族之森‧何方，養成了溫柔、直率的性格，隨身武器是一把禮儀劍，使用淨化之力時會散發出藍白色的光。
孩童時期偶然得到了紀錄著古代遺跡事物的「天遺見聞錄」，因此對古代的事物充滿好奇心，常與米克里歐一起在遺跡裡玩耍，無形間累積很多遺跡的相關知識。
為了追尋過往人類與天族共存的美好年代，而選擇成為導師，外表看似一般少年，但是考量到天族成長緩慢，其真實年紀超乎想像的大。
在未成為導師之前，身體素質明顯就與一般人好上不少，但因本質仍是人類，所以在可以獨立時就能自行打理自己的瑣事，劇情初期在與艾莉莎之間的對談，與米克里歐戴在額上的額飾，在後期與災禍的顯主對峙時的記憶裡，顯示他是先代導師米凱爾之妹，謬斯的孩子。
遵從萊拉的建言，四處遊走，尋找可以對抗災禍的顯主的答案，看似不經人事，其實對各種事物自有判斷與看法，如果斷地回絕巴托羅的邀請，與青嵐騎士團團長古里德曼的邀約，不站隊也不靠向任何一邊勢力，保持絕對中立的立場，但是如果對方有迫切的請求則會給予回應。
在蘿潔的引薦下見到了傳承者‧梅文，從他口中得知先代導師留給下任導師的問題，也就是做為污穢源頭的感情是否該被封閉，以及若是承認殺一人可救多人這件事，是否也會沾染上污穢。
在瑟爾蓋的協助下與羅蘭斯皇帝多蘭見面，並從他口中得知災禍起始的傳承。
因位本身是要承受淨化時所有的污穢，對此的看法是要將那些狂躁的感情仔細整理、歸納，所以在進行大規模淨化後會陷入昏睡，昏睡期間就是在整理這些污穢的源頭。
決定要去北方阻止災禍的顯主後，從萊拉手裡得到另一本天遺見聞錄。
得出了人因日日夜夜直面污穢，得以自戒，並成長這一答案，後來為了淨化成為世界的污穢容器的赫爾塔夫，帶著他潛入地脈的最深處封印。
最後終於清醒，從米克里歐處看出時間超出他想像的久，但是與米克里歐的契約仍有效。
米克里歐（Mikleo，人物設定：豬股睦美）
配音：逢坂良太（日本）；迈克尔·约翰斯顿（美國）
嬰兒時期便與史雷一起成長的水之天族少年，是史雷獨一無二的好友，當史雷有突發的言行時便會冷靜指正，未取得聖弓前，慣用武器是一枝法杖，能自由的操縱水與冰，在史雷要淨化水時給予協助。
與史雷一樣對古代遺跡很興趣，兩人對於考古學的見解不同時會互相爭論，史雷若是搶先找到古代遺跡的寶物就會賭氣。
兩人在遺跡探險之間是屬於有默契的競賽，自幼就戴在額上的額飾是其母的遺物。(米克里歐母親是導師的妹妹)
對是普通人的史雷有點過保護，德澤爾在片尾小劇場裡曾說過比起青梅竹馬，米克里歐所扮演的角色更像是守護者。
史雷選擇成為導師後明白自身的力量不足以成為史雷的助力，在萊拉的建議下前去萊迪列克的北邊遺跡裡取得與萊拉看守的聖劍同等級的聖弓。
有時會心口不一，在史雷決意犧牲自己封印赫爾塔夫後，遊走於人世，探詢遺跡，最後終於與淨化赫爾塔夫成功的史雷重逢，原本矮史雷大約半個頭，但重逢時已與史雷等高。
在訂立契約時所說出的真名是路茲洛希維·瑞雷依，與史雷進行神依時，主色調是湖藍色。
艾莉莎（Alisha，人物設定：奧村大悟）
配音：茅野愛衣（日本）；亚历克西斯·蒂普顿（美國）
本作的女主角。海蘭德王國(ハイランド王国)王位繼承權末席的公主。與生俱來的溫柔讓她在充滿災厄與戰亂的世界中四處奔走，但也因為這樣，艾莉莎在王國中的立場使之更加艱難，不過因不管發生什麼事都身先士卒的前往，讓她十分受士兵與民眾愛戴。
原本是接觸不到米克里歐等天族的，只能在跟史雷握手及在史雷附近可和米克里歐等人對話，但在成為史雷的從士時已經可以接觸米克里歐等天族，對天族都是採敬稱。
在劇情初期為了去救助她派遣的調查隊，結果因遇到西蒙主導的災禍，目睹了龍的甦醒，調查隊與搜救隊，還有一座村莊全滅，倖存者僅她一人。
僥倖逃出龍捲風後，意外地來到一座遺跡，並在無意間摔入通往天之都的通道。
初期誤會史雷就是導師，被否認後整個人十分喪氣，在史雷的激勵下終於振作起來，道別時告知自己的姓名，與道歉，邀請史雷參加聖劍祭。
即使與整個評議會為敵也堅持庇護著史雷，後在史雷本人不知道從士的代價之下簽訂契約，但本人早已從萊拉知道一切。
知道因天災頻傳的海德蘭無力負擔大規模的戰事，所以拼命阻止戰爭，最後慘遭誣陷，成為叛國賊，但仍率領僅存的部下發動反攻，終於洗清罪名。
在史雷遠征北方時幫忙籌措護送隊，並在德澤爾的建議下與艾德娜進行神依，在最終決戰時與米克里歐神依，為史雷援護。
在幫史雷分擔污穢時，據蘿潔所言，是負責講道理的感情。
最後登基成為海蘭德的女王，宣言遵從導師史雷的意志，前往他所夢想的世界。
在作為史雷的從士時所授予的古語真名是馬奧庫斯·亞美卡。
蘿潔（Rose，人物設定：藤島康介）
配音：小松未可子（日本）；Caitlin Glass（美國）
本作的另一位女主角。作為商人公會「鶺鴒之羽」（セキレイの羽）的成員在大陸中旅行的少女，個性開朗直率有著自己的步調，能敏銳的分辨對方說的話是實話還謊話，因德澤爾長年的憑依使蘿潔具備與史雷相當的靈應力，不過在與史雷相遇後已經提升到可以對話的程度，萊拉曾表示蘿潔與其說是討厭天族，還倒不如說是拿看不見的東西沒輒。
同時也是暗殺集團「風之骨」的團長，是「風之傭兵團」前任團長布萊德在戰場上收養的孤兒，年幼時便已學會殺人，身為鶺鴒之羽會長的自己與暗殺集團風之骨的首領有明確的區分。
初登場時協助初來乍到的史雷進入萊迪列克，接受巴托羅的委託暗殺艾莉莎，在騷動中見證了史雷成為導師的時刻。
在馬林德時測試艾莉莎，確認了艾莉莎的意志後轉為協助她。
後來半強迫地要求史雷跟她一起去羅蘭斯。
一回到根據地就殺了當地教會的司教，同時也知道自己的其中一個供貨者，喜愛導師傳承的木匠葛雷因司教私藏大量財產之故而死，本來她帶史雷到羅蘭斯的目的就是為了讓葛雷見到導師。
後來追殺害死養父的克蘭王子，被史雷阻止，在克蘭重傷不知生死的情況下結束一切。
失去了一直以來的目標，所以一直振作不起來，但在史雷的關懷與他所說出的她所看不見的世界的真相下，經幾考慮後，與史雷簽下契約，終於看見史雷所看見的世界。
史雷明確的告知，他不討厭身為暗殺者的蘿潔，但是蘿潔的做法與身為導師的他有決定性差異是在於兩人的力量有明確的區分，蘿潔殺死那些利用自身的權勢的人，來保護弱者，而史雷則身負淨化世界，從根源去保護所有人。
非常關心自己所看重的人，所以十分保護史雷與艾莉莎，最先提出從士也必須要戰鬥，後來與長年憑依在她身上的德澤爾神依。
在最終決戰時，知道史雷的決意本打算一起去，但被回絕，與艾莉莎一起肩負若大難不死，則必須將一切傳遞出去的責任。
在幫史雷分擔污穢時，據本人所言，是負責不講理的感情。
在作為史雷的從士時所授予的古語真名是薇克艾克·薇克
萊菈（Lailah，人物設定:豬股睦美）
配音：下屋則子（日本）；Carrie Keranen（美國）
守護聖劍中的火之女性天族。個性有點天真爛漫，使用紙符為媒介操縱火焰，長久等待著有著導師資質的人物出現，終於在史雷身上看到了希望，與之締結導師的契約。對於憑魔有著豐富的知識。
她是支撐導師這一存在的重要關鍵，天族的陪神契約與人類的從士契約均需以她為媒介才能簽訂。
不時的指引史雷接受各種考驗，但是在史雷要阻止戰爭時卻強烈反對，因為導師的淨化之力的真相是一般的污穢可以輕鬆淨化，但是人類的污穢則並須由導師本人承擔，擔憂史雷會因此負擔過大。
在最終決戰時，才從災禍的顯主記憶中顯示，導師本來是沒有淨化之力的，但是在五大神之首，已遭污穢玷污的毛特拉斯，以湖之少女萊拉不得對導師訴說真相為聖約，賦予導師淨化之力。
在訂立契約時所說出的真名是法耶斯·梅瑪，與史雷進行神依時，主色調是紅色。
艾德娜（Edna，人物設定：岩本稔）
配音：福圓美里（日本）；Kira Buckland（美國）
讓人難以掌握內心的土之天族少女，講話相當毒舌，常拿著一枝傘，傘上有一隻諾爾敏天族的娃娃，以跺腳或是用傘為媒介就能操縱大地。
不相信他人，尤其對人類抱著強烈的警戒心，因為哥哥艾澤在下落不明後，再次相見就已遭污穢吞噬，變成了龍，認為是因為與人類牽扯過深而導致被污穢吞噬。
自己一人住在被哥哥所散發的污穢包圍的靈峰雷夫路克，十分不希望札維達殺掉自己的哥哥。
史雷答應幫艾德娜尋找拯救她哥哥的方法，因此與史雷一行人同行。
常與米克里歐拌嘴，剛開始時常叫米克里歐為米克里歐少爺(Mikleo Boy)，後來直接簡稱為為米寶(MiBo)。
對窮追不捨的古里德曼是直接製造一個巨坑或是召喚巨岩阻止，進行攻擊與援護時也是時常召喚巨岩攻擊。
在史雷成功的淨化掉龍的時候，終於看到拯救哥哥的希望，在史雷決定遠征北方，途經雷夫路克時，放棄救哥哥，但是對哥哥做出會與史雷一起活著回來的約定。
回到故鄉後，經常收到人類的供品，自言在與史雷一起遠征北方的旅途中喜歡上了吃的感覺。
哥哥艾澤已經能控制自身的污穢，並仍保有自我意志。
在訂立契約時所說出的真名是哈庫蒂姆·尤芭，與史雷進行神依時，主色調是亮黃色。
德澤爾（Dezel，人物設定：奥村大悟）
配音：小野大輔（日本）；克里斯托弗·尼奥斯（美國）
為了找出奪走朋友的憑魔並且復仇，持續在人類社會陰暗處活躍的風之天族，以鎖鏈為媒介操縱風。
不常看到他的情緒表現，但其實內心十分激昂。意外有著很會照顧人的一面。
喜歡布拉德的理念而與他一起旅行，看著蘿潔的成長，在布拉德死後便憑依在蘿潔身上，十分保護蘿潔，多次不顧蘿潔的意願出手。
在蘿潔失去了克蘭王子這一復仇目標，徵詢意見時，給予了想要看見看不見的世界，就必須要與導師簽訂從士契約這一答案。
遵循蘿潔的願望，提出了從士與天族進行神依的提案，但是這種神依極為危險，一旦失敗，雙方不是消耗過重，就是就此死亡。
在最後為了救西蒙，捨身化成風，吹飛了纏繞在西蒙身上的污穢，將自己的帽子給了蘿潔，蘿潔後來把帽子當成德澤爾的意志，轉讓給札維達。
札維塔（Zaveid，人物設定：岩本稔）
配音：津田健次郎（日本）；伊恩·辛克莱（美國）
獨自一人持續著狩獵憑魔之旅的風之天族，個性如風一樣讓人捉摸不定，遇到女性便會上前搭訕。
擁有可以消滅憑魔的特殊武器‧齊格飛，且真正目的不明的危險天族。
在目睹停止攻擊的艾澤飛走後，才坦言他之所以持有齊格飛是為了實現過去與艾澤的約定，後來再次踏上尋找讓龍恢復原狀的方法的旅途。
親眼目睹史雷在艾莉莎與蘿潔的協助下成功的淨化龍，在艾德娜的邀請下一起遠征北方，自言欠了史雷一個人情。
在史雷提出要一次聚集四種屬性不同的天族進行神依的提案下，與史雷簽下陪神契約，真名為菲爾克‧札菲爾。
似乎常駐在雷夫路克，吐槽艾德娜吃個不停。
爺爺/禪雷
配音：緒方賢一（日本）
何方的長老。據史雷所言，是他在一場大火中把當時還是嬰兒的史雷救出。
是他給了史雷天遺見聞錄，在史雷計畫去新發現的遺跡探險時嚴厲斥責。
對史雷擅自帶艾莉莎回村子大發雷霆，但即使如此還是收留了艾莉莎。
在追殺艾莉莎的憑魔大鬧時出手阻止，安慰對此事深感自責的史雷。
後透過米克里歐轉述，希望史雷能自由自在，不後悔的走著他所期望的路。
因為知道史雷的個性純粹、坦率，所以十分擔心。
瑟爾蓋
羅蘭斯王國直屬皇帝的白王騎士團團長。初登場時是在古德鋼蘭盆地戰場，個性嚴謹，但卻意外的有點少根筋。
在前去阻止時，赫然發現眼前的戰場所有人均倖存。
去蘿潔位於拉斯頓貝爾的根據地意圖拘捕史雷，認為史雷那身為導師的非人之力會引起糾紛。
後來被梅文故意陷害喝醉，酒醒後靦腆地帶著花去賠罪，擔憂花不夠表態還刻意的多買了一個可愛的甜點罐做賠禮。
因聖堂附近發生爆炸，意外得知昨晚司教病亡，實際為暗殺之故。
在史雷的要求下帶他前往聖堂，並跟著他去探查爆炸原因，親眼見證史雷做為導師的真正能力並非使用天族之力，而是在於鎮壓污穢，態度從半信半疑轉為對史雷十分尊敬，認定只有史雷才有辦法終結這災禍不斷的時代。
出手阻止青嵐騎士團而遭到軟禁，在史雷的要求下獲釋，抵達潘德拉岡後馬上著手另外安排查哨點，協助史雷一行人抵達羅蘭斯皇帝多蘭的官邸。
奉多蘭之命，讓青嵐騎士團一同見證史雷真正的力量，也就是淨化污穢，驅散了潘德拉岡下個不停的雨。
得知史雷要遠征北方後馬上率領志願者追去，志願護送史雷等人前往北方。
在他的建言下，多蘭親自前往萊迪列克參加艾莉莎的加冕儀式。
梅文（Mayvin）
配音：西村知道（日本）
與蘿潔熟識的探險者，外表看似普通老年人，其真實年紀據蘿潔表示已超過一百多歲。
對史雷年輕卻擁有不輸他的知識量大感佩服，在道別時給予了史雷一些建言，那就是要活得像自己。
代代為羅蘭斯王國皇室的傳承者，以對皇族訴說薇爾貝特‧克拉佛的故事與天族的傳承為己任，〝梅文〞不是本名，是身為傳承者所繼承的稱號。
多蘭
羅蘭斯王國皇帝。
蘿潔的仇人‧克蘭王子之父。
冒雨親自迎接史雷一行人，並與史雷會談，告知在羅蘭斯皇族代代相傳的傳承，也就是薇爾貝特‧克拉佛所孕育出的感情引發了災禍的時代。
坦言透過身為傳承者的梅文，即使看不見污穢，也知道污穢的存在，經由史雷的話語確認潘德拉岡下不停的雨就是污穢引起的。
下令讓青嵐騎士團見証導師真正的力量，親自護送史雷一行人去教會淨化污穢。

### 《绯夜传奇》人物
薇爾貝特‧克拉弗（Velvet Crowe）
配音：佐藤利奈（日本）；Cristina Vee（美國）
為動畫第六、七話的角色，《绯夜传奇》的女主角。為飧魔。因阿托利斯殺了她弟弟，而成為她所要殺的對象。
三年前目睹弟弟遭到獻祭，本人被關到監獄島裡的特殊牢房，日日夜夜的與被捕入獄的業魔廝殺、吞噬。
據多蘭表示，是她所孕育出感情導致了災厄的時代。
在史雷遠征北方時，於夢中出現，自問自答的說著萊菲問她的問題，並要史雷不後悔，堅定朝著自己選擇的目標前進。
希亞莉茲（Seres）
配音：新井里美（日本）；莫妮卡·里亚尔（美國）
為動畫第六、七話的角色。為聖隸。背叛阿托利斯因不想永遠在某個人理想的庇護下，也想殺了阿托利斯。
原因不明的協助薇爾貝特逃獄，並不斷給予協助，約好若是成功脫逃，便告知她為了什麼原因幫助薇爾貝特逃跑。
因幫薇爾貝特擋下龍的攻擊而傷重接近死亡，在死前希望薇爾貝特將她吞噬獲得力量，並加上了獻出生命這一聖約，增強她送給薇爾貝特的力量，最後將萊菲的梳子給了她，被吞噬後出現一枚戒指。

## 各集列表

### 第一季
| 系列集数 | 季度集数 | 中文标题 （日文标题罗马字标题）                                | 首播日期      |
| --- | -------- | -------------------------------------------------------------- | ------------- |
| 1 | 0        | #00 灾厄的时代 （#00 saiyaku no jidai The Age of Chaos）       | 2016年7月3日  |
| 位居格林烏德大陸東北部的海蘭德王國，近幾年內因天候異常，农作物受灾严重。身為ㄧ國公主的艾莉莎接到回報，發現在一座名為古利耶爾的村莊上，出現了一團詭異的雲霧。因此，艾莉莎便調派格蕾姆前往調查。然而没过多久，格蕾姆就音訊全無，對此感到不安的艾莉莎便帶著隨從，一起動身前往古利耶爾。 |          |                                                                |               |
| 2 | 1        | #01 天之都 （#01 Ten no miyako Capital of Seraphim）           | 2016年7月10日 |
| 在古利耶爾，艾莉莎的随从被突然出现的龙卷风全部吹走了，只剩下艾麗夏孤身一人。她在徘徊之中來到一座遺跡。与此同时，居住在天族的村落“何方”的两位青年史雷和米克里歐也來到了這座遺跡。 |          |                                                                |               |
| 3 | 2        | #02 何方 （#02 Izuchi）                                        | 2016年7月17日 |
| 史雷決定將在遺跡裏相識的少女艾麗夏帶到“何方”去。來到“何方”的艾麗夏像是想要抓住救命草一般地向天族們求助，但是天族們並不爲所動。他們認爲人類是為此地招來災禍的存在。 |          |                                                                |               |
| 4 | 3        | #03 圣剑祭 （#03 Seiken-sai The Sacred Blade Festival）        | 2016年7月24日 |
| 艾莉莎离开“何方”后，史雷担心她会遭到在“何方”出現的神秘男性的追击，與米克里歐一起前往即將舉行“聖剣祭”的水之都瑞迪雷克。 |          |                                                                |               |
| 5 | 4        | #04 导师的命运 （#04 Dōshi no sadame Destiny of the Shepherd） | 2016-07-31    |
| 为了打倒出现在瑞迪雷克的凴魔，史雷拔出了湖中女神的聖劍，成爲了導師。打倒凴魔后，史雷也倒下了。史雷醒来后，为了查明從下水道遺跡散發出污穢的原因，展开了行动。 |          |                                                                |               |
| 6 | 5        | #05 灾厄的开端 （#05 Saiyaku no hajimari The Dawn of Chaos）   | 2016年8月7日  |
| 薇爾貝特，是一種被稱為「業魔」的存在。她被囚禁在一座牢獄中吞噬魔物，倖存了多年時間。一天，曾經擔任阿托利斯（薇爾貝特的仇人）搭檔的聖奴希亞莉茲打算帮薇爾貝特逃狱。 |          |                                                                |               |
| 7 | 6        | #06 贝尔贝特‧克洛 （#06 Berubetto kurau Velvet Crowe）         | 2016年8月14日 |
| 在業魔青年六郎的帮助下，薇爾貝特逃出了牢獄。之后，他们遇到了要拘捕他们的一等對魔士奧斯卡。在双方对峙的时候，巨龍突然出现。 |          |                                                                |               |
| 8 | 7        | #07 各自的愿望 （#07 Sorezore no omoi Each One's Feelings）    | 2016年8月21日 |
| 在前往巴爾托儸宅邸的途中，史雷看到污穢從城裏的人們中間滲出，史雷决定在污秽变得不可挽回之前把之前袭击他们的巨龙找到。 |          |                                                                |               |
| 9 | 8        | #08 灵峰雷弗克 （#08 Reihō reiforuku Rayfalke Spiritcrest）    | 2016年8月28日 |
| 米克里歐在加拉哈特遺跡尋神器的時候，史雷來到了龍的傳承中登場過的地點，靈峰雷弗克。这时候史雷遇到被凴魔襲擊的天族少女艾德娜。 |          |                                                                |               |
| 10 | 9        | #09 疫病之城 （#09 Ekibyō no machi The Plagued City）          | 2016年9月4日  |
| 史雷前往有着多処將龍作為神靈祭祀起來的遺跡的儸蘭斯。與此同時，米克里歐拿到了神器后朝被雲霧所包圍的格裡弗雷特橋进发。 |          |                                                                |               |
| 11 | 10       | #10 艾丽莎·蒂芙达 （#10 Arīsha difuda Alisha Diphda）          | 2016年9月11日 |
| 追逐著逃跑的幼龍來到瑪陵德的史雷，與得到了弓之神器的米克里歐会和，一起合力将幼龙净化掉。之后，史雷和米克里歐爲了幫助瑪陵德的重返原本的样子，開始替城市淨化水源。 |          |                                                                |               |
| 12 | 11       | #11 战争 （#11 Sensō The War）                                 | 2016年9月18日 |
| 史雷等人赶往海蘭德與儸蘭斯國境交界處的古雷弗坎盆地去阻止巴爾托儸將要發起的戰爭。 |          |                                                                |               |
| 13 | 12       | #12 灾祸的显主 （#12 Saika no kenshu The Lord of Calamity）    | 2016年9月28日 |
| 海蘭德王國與儸蘭斯帝國的戰爭打响了，艾莉莎被自己國家的士兵刺傷。另一方面，災禍的顯主出现在史雷等人面前。 |          |                                                                |               |

### 第二季
| 系列集数 | 季度集数 | 中文标题 （日文标题罗马字标题） | 首播日期      |
| --- | -------- | --- | ------------- |
| 14 | 13       | #13 无秽的世界 （#13 Kegarenaki sekai World without Malevolence）                                                                               | 2017年1月8日  |
| 史雷一行人和鶺鴒之羽商团一起前往儸蘭斯。在那里，史雷遇到了身为传承家的梅文。 |          | |               |
| 15 | 14       | #14 风之天族 德泽尔 （#14 Kaze no ten-zoku deshiru Wind Seraph, Dezel）                                                                         | 2017年1月15日 |
| 蘿潔率領的「風之骨」在拉斯頓貝爾暗殺了司教。之后，塞爾根在向史雷为前几天的失态道歉时，教堂附近爆炸了。 |          | |               |
| 16 | 15       | #15 各自的哲学 （#15 Sore ga tsure no tetsugaku Each Philosophy）                                                                               | 2017年1月22日 |
| 天族德澤爾为了帮蘿潔报仇，德澤爾打算用龙卷风破坏教堂，被史雷等人察觉后前往教堂去阻止德澤爾。 |          | |               |
| 17 | 16       | #16 复仇 （#16 Fukushū Revenge） | 2017年1月29日 |
| 蘿潔已经收到她的仇人，克南王子的所在地。史雷很在意德澤爾的去向，但因为儸蘭斯首都的潘德拉古下雨不断，需要前往探察原因。因此，史雷便拜托米克里歐去跟踪德澤爾。 |          | |               |
| 18 | 17       | #17 比起無法觸及的理想 更重要的是眼前的正義 （#17 Todokanai risō yori me no mae no seigi Justice at Hand rather than Ideal beyond One's Reach） | 2017年2月5日  |
| 蘿潔到了克南王子的所在地后，发现克南王子已经成为了凴魔。克南王子使用不属于人类的力量向蘿潔发起袭击。 |          | |               |
| 19 | 18       | #18 商談 （#18 Shōdan Negotiation） | 2017年2月12日 |
| 史雷等人拜訪了儸蘭斯的皇帝多蘭的宅邸，并且得知了艾莉莎被拘捕的消息。之后，蘿潔向史雷询问如何才能看到污秽，并提出了一笔交易。 |          | |               |
| 20 | 19       | #19 瑞迪雷克 （#19 Redireiku Ladylake） | 2017年2月19日 |
| 在潘德拉古，史雷與蘿潔締結從士的契約之後，兩人協力淨化了巨龍死後留下的巨大污穢。艾莉莎在和史雷联络后前往龙卷风路径上的希特雷来拯救平民。但是在途中遇到了凴魔的襲擊，这时候天族札維達出現了。 |          | |               |
| 21 | 20       | #20 净化 （#20 Jōka Purification） | 2017年2月26日 |
| 艾莉莎得知她的老师曼特蘭被巴爾托儸抓住并绑在广场的消息，之后艾莉莎帶著部下怀着“任何人都不能死”的决议入侵瑞迪雷克城。另一方面，史雷一行人正在追赶朝瑞迪雷克前进的龙卷风。 |          | |               |
| 22 | 21       | #21 曾经梦想的世界 （#21 Itsuka yumemita sekai The ideal World）                                                                                | 2017年3月5日  |
| 史雷借助同伴們的力量，淨化了存在于向瑞迪雷克前進的龍卷風内的龍。由于替史雷承受了一部分污穢，艾莉莎和蘿潔沉睡了几天。在艾莉莎和蘿潔养息期间，德澤爾與希蒙展開戰鬥，希蒙向史雷表达她的主人災禍的顯主已經沒人能夠阻止并向史雷展示災禍的顯主的幻影。但史雷没有退缩，开始准备前往目前災禍的顯主所在的北方。 |          | |               |
| 23 | 22       | #22 北方的大地 （#22 Kita no daichi Northern land）                                                                                             | 2017年3月12日 |
| 史雷一行人踏上了前往災禍的顯主所在的北方。艾莉莎和蘿潔決心要以從士的身份幫助史雷。與此同時，史雷繼續閲讀著萊菈交給他的另一本《天遺見聞錄》，並從中找到了關於北方的記載。 |          | |               |
| 24 | 23       | #23 幻化为风 （#23 Kaze ni naru Become the Wind）                                                                                               | 2017年3月19日 |
| 史雷等人成功來到了災禍的顯主面前。但災禍的顯主留下“要到世界的中心去”就從史雷他們眼前消失了。爲了追趕災禍的顯主，史雷等人來到了北方盡頭的城市，梅伊露西奧。在那里，史雷结识了諾爾敏天族古利莫瓦爾。 |          | |               |
| 25 | 24       | #24 得出的答案 （#24 Michibikidashita kotae The chosen answer）                                                                                 | 2017年3月26日 |
| 追趕災禍的顯主的途中，史雷他們被成群的飛龍阻擋了去路。为了开路，德澤爾賭上自己性命驅散了龍群。在德澤爾的帮助下，史雷等人到达了災禍的顯主所在的洞窟。與此同時災禍的顯主正在地下的大空洞與五大神之一的瑪堤拉斯對峙。                                                                                     |          | |               |
| 26 | 25       | #25 传承 （#25 Denshō The Legend） | 2017年4月29日 |
| 史雷與災禍的顯主·赫爾塔弗的最後的戰鬥開始了。感受到赫爾塔弗那壓倒性的力量之後，史雷身負米克里歐、萊菈、艾德娜、札維塔的力量，向災禍的顯主發起了挑戰。 |          | |               |

## 主题曲
片頭曲
「（風之歌）」（第1－4話、第7－9話、11話）
作詞：Kohshi Asakawa，作曲：Takeshi Asakawa，編曲、主唱：FLOW
片尾曲
「（風之歌）」（第0話）
作詞：Kohshi Asakawa，作曲：Takeshi Asakawa，編曲、主唱：FLOW
「Calling」（第1－4話、第7－11話）
作詞：林英樹，作曲：佐藤純一，編曲、主唱：fhána
「White Light」（第5話）
作詞：越智志帆、jam，作曲：越智志帆、蔦谷好位置，編曲：蔦谷好位置，主唱：Superfly
「Burn」（第6話）
作詞：Kohshi Asakawa，作曲：Takeshi Asakawa，編曲：キバオブアキバ、FLOW，主唱：FLOW
插入曲
「Ageless moon」（第6話）
作詞：ufotable、真崎エリカ，作曲：桑原聖，編曲：酒井拓也，主唱：真崎エリカ
第2季
片頭曲
「illuminate」（第14－24話）
作詞： Minami ，作曲：USK / HIROTOMO，編曲：小高光太郎 / USK、主唱：Minami
片尾曲
「illuminate」（第13話）
作詞： Minami ，作曲：USK / HIROTOMO，編曲：小高光太郎 / USK、主唱：Minami
「INNOSENSE」（第14－24話）
作詞： Kohshi Asakawa ，作曲：Takeshi Asakawa，編曲、主唱：FLOW